# 中條健志
中條 健志（ちゅうじょう たけし）は日本の社会学者、言語学者。東海大学語学教育センター講師、博士（文学）。専門は移民研究とベルギーの地域研究。そのほか、社会言語学なども研究している。

## 経歴
2005年3月に関西外国語大学国際言語学部を卒業し、大阪市立大学大学院文学研究科へ進学。2010年に同大学院博士後期課程単位取得満期退学。その後は同大学院で博士研究員をしながら佛教大学や京都大学、京都教育大学で非常勤講師を務める。2017年に東海大学国際教育センター特任講師に就任し、2020年から講師。2021年からは現職に加え、都留文科大学非常勤講師も務める。
フランス語学習書籍の執筆や、NHKラジオ第2放送の語学講座「まいにちフランス語」の講師も行なっている。

## 著書・訳書

### 共著
- 『アクティヴ!』（今中舞衣子共著、白水社） 2018年3月
  - 『アクティヴ!』1- 2（今中舞衣子共著、白水社） 2020年2月
- 『フランス・ヴァリエ』（青山社） 2018年4月
- 『現代ベルギー政治 : 連邦化後の20年』（津田由美子, 松尾秀哉, 正躰朝香, 日野愛郎共編著、ミネルヴァ書房） 2018年5月
- 『ルクセンブルクを知るための50章』（田原憲和, 木戸紗織共編著、明石書店） 2018年12月
- 『政宗伝 - RPGで学ぶフランス語』（惟村宣明, 深井陽介, BRUNO Tino共著、三修社） 2020年2月
- 『ベルギーの「移民」社会と文化：新たな文化的多層性に向けて』（岩本和子, 井内千紗共編著、松籟社） 2021年2月

### 共訳
- 『貧困の基本形態 : 社会的紐帯の社会学』（セルジュ・ポーガム、川野英二共訳、新泉社） 2016年3月